# Dorado
Dorado est une municipalité de Porto Rico (code international : PR.DO) s'étendant sur 60 km2. Elle regroupe 35 879 habitants en 2020.